# Waldo Pérez Cino
Waldo Pérez Cino (La Habana, 1972). Narrador, poeta y ensayista cubano. La demora, su primer libro de relatos, se publicó en La Habana en 1997. Desde entonces reside en Europa. Ha publicado los volúmenes de poesía Cuerpo y sombra (2010), Apuntes sobre Weyler (2012), Tema y rema (2013), Escolio sobre el blanco (2014) y Aledaños de partida (2015), y los relatos de La isla y la tribu (2011) y El amolador (2012). En referencia a sus textos narrativos, la crítica ha hablado de un post-barroco que hace énfasis en los procesos de representación del lenguaje y en la posibilidad misma de la representación.

## Obras
- 1997: La demora. La Habana: Letras cubanas.

- 2010: Cuerpo y sombra. Bokeh: Antwerpen.

- 2011: La isla y la tribu. Bokeh: Antwerpen.

- 2012: Apuntes sobre Weyler. Bokeh: Antwerpen.

- 2012: El amolador. Bokeh: Antwerpen.

- 2013: Tema y rema. Bokeh: Antwerpen.

- 2014: El tiempo contraído. Canon, discurso y circunstancia de la narrativa cubana (1959-2000). Almenara: Leiden, ISBN 978-90-822404-4-3.

- 2014: Escolio sobre el blanco. Bokeh: Antwerpen.

- 2015: Aledaños de partida. Bokeh: Leiden.

Cuentos suyos aparecen en las antologías  El ánfora del diablo: Novísimos cuentistas cubanos, a cargo de Salvador Redonet (1996), Líneas aéreas, a cargo de Eduardo Becerra (Editorial Lengua de Trapo, Madrid, 1999) y Nuevos narradores cubanos a cargo de Michi Strausfeld (Siruela, Madrid, 2000, 2002).